# Trevor Pinch

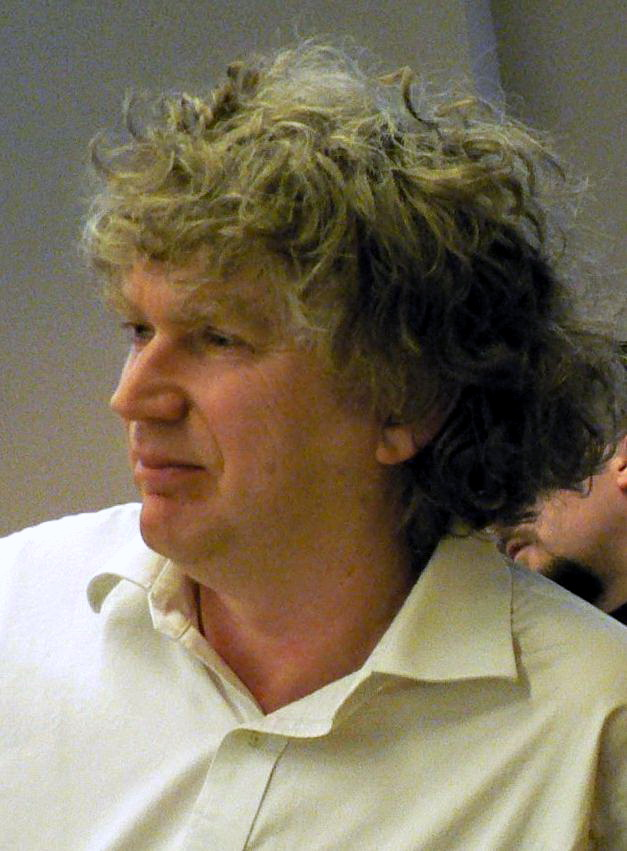
Trevor Pinch in 2007

Trevor J. Pinch (Lisnaskea, 1 januari 1952 - 16 december 2021) was een Brits socioloog en muzikant. Hij heeft zich voornamelijk toegelegd op de wetenschapssociologie, muzieksociologie en technieksociologie. In 2018 won hij de J. D. Bernal Prize van de Society for Social Studies of Science.
Hij behaalde zijn doctoraat in de sociologie aan de universiteit van Bath, en is, samen met Harry Collins de voornaamste vertegenwoordiger van de zogenaamde 'Bath school' (naast de 'Edinburgh school') van de sociologie van wetenschappelijke kennis. Pinch is vooral bekend omwille van Confronting Natures (1986), waarin hij een sociologisch verslag schreef van het zonneneutrino probleem. Hij schreef ook een aantal populariserende werken met Collins over thema's in de wetenschapssociologie. Samen met auteurs als Wiebe Bijker en Thomas Hughes wordt Pinch bovendien gezien als een van de grondleggers van de sociale constructie van technologie (SCOT), die stelt dat de geschiedenis van de technologie niet zozeer wordt bepaald door interne ontwikkelingen, maar door de maatschappelijke groepen die achter deze technologieën staan.